# Paranocarodes
Paranocarodes är ett släkte av med europeiska och asiatiska gräshoppor som tillhör familjen Pamphagidae.
Artlista (i alfabetisk ordning) enligt Catalogue of Life:
- Paranocarodes aserbeidshanicus
- Paranocarodes atympanicus
- Paranocarodes beieri
- Paranocarodes chopardi
- Paranocarodes fieberi
- Paranocarodes opacus
- Paranocarodes paphlagonicus
- Paranocarodes straubei
- Paranocarodes sulcatus